# Крейгмонт (Айдахо)
Крейґмонт  (англ. Craigmont) — місто в окрузі Льюїс, штат Айдахо, США. Згідно з переписом 2010 року населення становило 501 особу, що на 55 осіб менше, ніж 2000 року.

## Географія
Крейгмонт розташований за координатами 46°14′30″ пн. ш. 116°28′17″ зх. д. / 46.24167° пн. ш. 116.47139° зх. д. (46.241740, -116.471344).  За даними Бюро перепису населення США в 2010 році місто мало площу 1,96 км², з яких 1,96 км² — суходіл та 0,00 км² — водойми.

### Клімат
| Клімат : Крейгмонт      | Клімат : Крейгмонт | Клімат : Крейгмонт | Клімат : Крейгмонт | Клімат : Крейгмонт | Клімат : Крейгмонт | Клімат : Крейгмонт | Клімат : Крейгмонт | Клімат : Крейгмонт | Клімат : Крейгмонт | Клімат : Крейгмонт | Клімат : Крейгмонт | Клімат : Крейгмонт | Клімат : Крейгмонт |
| Показник                | Січ.               | Лют.               | Бер.               | Квіт.              | Трав.              | Черв.              | Лип.               | Серп.              | Вер.               | Жовт.              | Лист.              | Груд.              | Рік                |
| Абсолютний максимум, °C | 12,8               | 18,9               | 20,6               | 28,3               | 31,7               | 34,4               | 36,1               | 35,6               | 35,0               | 28,9               | 20,6               | 13,9               | 36,1               |
| Середній максимум, °C   | 1,7                | 3,9                | 8,4                | 12,2               | 16,4               | 20,6               | 25,2               | 25,7               | 20,7               | 13,9               | 4,7                | 0,8                | 12,8               |
| Середній мінімум, °C    | −6,2               | −5,9               | −2,4               | 0,0                | 3,1                | 6,1                | 8,3                | 7,9                | 4,3                | 0,5                | −3,7               | −7,3               | 0,4                |
| Абсолютний мінімум, °C  | −28,3              | −32,8              | −18,9              | −8,3               | −5                 | −1,7               | −0,6               | −3,3               | −7,2               | −12,2              | −25                | −33,3              | −33,3              |
| Норма опадів, мм        | 41                 | 38                 | 55                 | 59                 | 71                 | 53                 | 39                 | 25                 | 32                 | 39                 | 58                 | 37                 | 548                |
| Днів з опадами          | 13                 | 12                 | 15                 | 14                 | 14                 | 12                 | 8                  | 6                  | 7                  | 10                 | 17                 | 14                 | 142,0              |
| ----------------------- | ------------------ | ------------------ | ------------------ | ------------------ | ------------------ | ------------------ | ------------------ | ------------------ | ------------------ | ------------------ | ------------------ | ------------------ | ------------------ |
| Джерело: WRCC           |                    |                    |                    |                    |                    |                    |                    |                    |                    |                    |                    |                    |                    |

## Демографія

### Перепис 2010 року
За даними перепису 2010 року, у місті проживало 501 осіб у 230 домогосподарствах у складі 149 родин. Густота населення становила 254,5 ос./км². Було 261 помешкання, середня густота яких становила 132,6/км². Расовий склад міста: 95,2 % білих, 0,6 % індіанців, 1,0 % азіатів, 0,2 % тихоокеанських остров'ян, 1,6 % інших рас, а також 1,4 % людей, які зараховують себе до двох або більше рас. Іспанці та латиноамериканці незалежно від раси становили 2,0 % населення.
Із 230 домогосподарств 21,3 % мали дітей віком до 18 років, які жили з батьками; 54,3 % були подружжями, які жили разом; 7,4 % мали господиню без чоловіка; 3,0 % мали господаря без дружини і 35,2 % не були родинами. 31,7 % домогосподарств складалися з однієї особи, у тому числі 17,4 % віком 65 і більше років. У середньому на домогосподарство припадало 2,18 мешканця, а середній розмір родини становив 2,68 особи.
Середній вік жителів міста становив 49,4 року. Із них 18,2 % були віком до 18 років; 6,2 % — від 18 до 24; 18,2 % від 25 до 44; 37,8 % від 45 до 64 і 19,8 % — 65 років або старші. Статевий склад населення: 49,7 % — чоловіки і 50,3 % — жінки.
Середній дохід на одне домашнє господарство  становив 47 150 доларів США (медіана — 37 222), а середній дохід на одну сім'ю — 58 622 долари (медіана — 50 875). Медіана доходів становила 31 875 доларів для чоловіків та 29 063 долари для жінок. За межею бідності перебувало 6,1 % осіб, у тому числі 2,6 % дітей у віці до 18 років та 8,0 % осіб у віці 65 років та старших.
Цивільне працевлаштоване населення становило 214 особи. Основні галузі зайнятості: освіта, охорона здоров'я та соціальна допомога — 15,9 %, виробництво — 14,5 %, будівництво — 14,0 %.

### Перепис 2000 року
За даними перепису 2000 року, у місті проживало 556 осіб у 225 домогосподарствах у складі 157 родин. Густота населення становила 286,2 ос./км². Було 248 помешкань, середня густота яких становила 127,7/км². Расовий склад міста: 97,12 % білих, 1,44 % індіанців, 0,36 % азіатів, 0,90 % інших рас і 0,18 % людей, які зараховують себе до двох або більше рас. Іспанці та латиноамериканці незалежно від раси становили 0,54 % населення.
Із 225 домогосподарств 31,6 % мали дітей віком до 18 років, які жили з батьками; 60,9 % були подружжями, які жили разом; 6,2 % мали господиню без чоловіка, і 30,2 % не були родинами. 23,6 % домогосподарств складалися з однієї особи, у тому числі 10,7 % віком 65 і більше років. У середньому на домогосподарство припадало 2,47 мешканця, а середній розмір родини становив 2,94 особи.
Віковий склад населення: 26,6 % віком до 18 років, 5,8 % від 18 до 24, 28,1 % від 25 до 44, 24,3 % від 45 до 64 і 15,3 % від 65 років і старші. Середній вік жителів — 39 років. Статевий склад населення: 52,2 % — чоловіки і 47,8 % — жінки.
Середній дохід домогосподарств у місті становив $31 806, родин — $36 719. Середній дохід чоловіків становив $36 250 проти $21 250 у жінок. Дохід на душу населення в місті був $16 548. Приблизно 12,9 % родин і 13,0 % населення перебували за межею бідності, включаючи 11,9 % віком до 18 років і 11,5 % від 65 і старших.